# Lijst van voetbalinterlands Chili - Wales (vrouwen)
Deze lijst van voetbalinterlands is een overzicht van alle officiële voetbalinterlands tussen de nationale vrouwenteams van Chili en Wales. De landen hebben tot nu toe één keer tegen elkaar gespeeld.

## Wedstrijden
| № | Plaats | Datum        | Competitie       | Wedstrijd     | Uitslag |
| - | ------ | ------------ | ---------------- | ------------- | ------- |
| 1 | Faro   | 7 maart 2011 | Algarve Cup 2011 | Chili − Wales | 1 − 2   |

## Samenvatting
| Competitie  | Totaal gespeeld | Winst Chili | Gelijk | Winst Wales | Doelsaldo Chili – Wales |
| ----------- | --------------- | ----------- | ------ | ----------- | ----------------------- |
| Algarve Cup | 1               | 0           | 0      | 1           | 1 − 2                   |
| Totaal      | 1               | 0           | 0      | 1           | 1 − 2                   |